# Station Pawłowice
Station Pawłowice is een spoorwegstation in de Poolse plaats Pawłowice.